# Kevin Morby

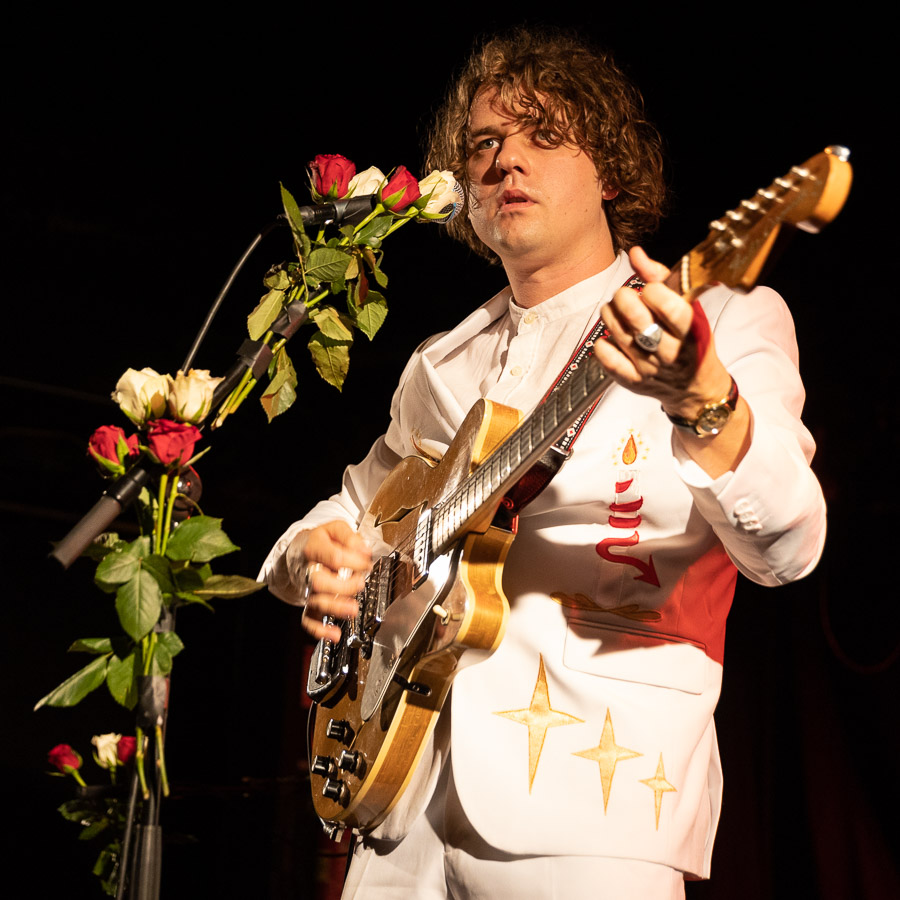
Kevin Morby in Oslo, 2019

Kevin Robert Morby (* 2. April 1988 in Kansas City, Missouri) ist ein US-amerikanischer Singer-Songwriter. Nachdem er Bassist der Gruppe Woods und Sänger der Gruppe The Babies war, startete er 2013 eine Solokarriere. Seine Musik wird zumeist als Indie-Rock und Folk-Rock eingeordnet.

## Biografie
Kevin Morby lernte während seiner Teenagerjahre Gitarre zu spielen, während dieser Zeit gründete er eine Gruppe namens Creepy Aliens.
Im Laufe der 2000er Jahre verließ er seine Heimatregion und ließ sich in New York im Stadtteil Brooklyn nieder. Während dieser Zeit trat er der Gruppe Woods als Bassist bei. Zu der Zeit, als er sich mit Cassie Ramone von den Vivian Girls anfreundete, wurden sie später Mitbewohner der gleichen Wohngemeinschaft und bildeten zusammen die Gruppe The Babies, die 2011 ein erstes Album und im darauffolgenden Jahr ein zweites veröffentlichte. Nach seinem Umzug nach Los Angeles nahm er von der Metropole New York City inspirierte Songs auf, die in seinem ersten Album erschienen, das 2013 vom Woodsist-Label veröffentlicht wurde. Auf dieses erste Soloalbum folgten die Studioalben Still Life im Oktober 2014, Singing Saw im April 2016, City Music im Juni 2017 und Oh My God im Jahr 2019. Seit 2016 kamen alle seine Alben beim Independent-Label Dead Oceans, das seinen Sitz im US-Bundesstaat Indiana hat und zur Secretely Group (Secretely Canadian Records) gehört. In den beiden Corona-Jahren erschienen zwei Live-Alben, im Jahr 2020 Oh Mon Dieu: Live à Paris und 2021 A Night At The Little Los Angeles, letzteres nur auf Vinyl. Mit den Studioalben Sundowner (2020) und This Is a Photograph (2022) wurde er auch international zunehmend bekannter, kam mit dem 2022er Album sogar in die deutschen Album-Charts.
Privat ist der Americana-Musiker aus dem Mittleren Westen der Vereinigten Staaten langjährig mit der Singer-Songwriterin Katie Crutchfield, besser bekannt als Waxahatchee, verbandelt. Mit ihr gemeinsam als Duo war er 2018 auf Australien-Tournee und in den letzten Jahren auf zahlreichen Musikfestivals (zum Beispiel SXSW) vertreten.

## Diskografie
- 2013: Harlem River (Woodsist)
- 2014: Still Life (Woodsist)
- 2016: Singing Saw (Dead Oceans)
- 2017: City Music (Dead Oceans)
- 2019: Oh My God (Dead Oceans)
- 2020: Oh Mon Dieu: Live à Paris (Dead Oceans)
- 2020: Sundowner[9] (Dead Oceans)
- 2021: A Night at the Little Los Angeles (Vinyl only) (Dead Oceans)
- 2022: This Is a Photograph[10] (Dead Oceans)